# Vítor Morosini
Vítor Morosini (São Paulo, 19 de junho de 1989) é um ex-ator e piloto de avião brasileiro.

## Carreira
Estreou na TV na série Sandy & Junior e fez o papel de Carlito no filme Tainá 2 - A Aventura Continua.

## Vida pessoal
Em 23 de agosto de 2018, Vitor caiu do 5º andar de um hotel em Barretos, em São Paulo. Foi levado de ambulância até a Santa Casa de Misericórdia da cidade e está internado com quadro estável, segundo o boletim médico do hospital. De acordo com o boletim médico, ele tem "múltiplas fraturas nos membros superiores e inferiores", mas "está consciente e conversando".

## Filmografia

### Televisão
- 2010 - Escrito nas Estrelas .... Peter
- 2005 - Belíssima .... Isaac Güney Schneider [3]
- 2003 - Jamais Te Esquecerei .... Danilo
- 2002 - Pequena Travessa
- 2001 - Sandy & Junior .... Duda

### Cinema
- 2004 - Tainá 2 - A Aventura Continua .... Carlito